# Вершинино (Пермский край)
Вершинино — деревня в Кочёвском районе Пермского края. Входит в состав Юксеевского сельского поселения. Располагается севернее районного центра, села Кочёво, на берегу реки Урья. Расстояние до районного центра составляет 27 км. По данным Всероссийской переписи населения 2010 года, в деревне проживало 79 человек (41 мужчина и 38 женщин).

## История
По данным на 1 июля 1963 года, в деревне проживал 191 человек. Населённый пункт входил в состав Юксеевского сельсовета.